# Олевка
Олевка — село в Ардатовском районе Мордовии. Входит в состав Куракинского сельского поселения.

## География
Расположено реке Меня в 19 км по прямой от Ардатова.

## Название
Название-антропоним по имени владелицы села Ольги Куракиной. (Информация из топонимического словаря Мордовской АССР за авторством И.К. Инжеватова. Не очень ясно, кем является Ольга Куракина, так как Олевкой владел князь Михаил Дмитриевич Волконский, а затем его дочь — Елизавета Михайловна Куракина.). 
Прежнее название села — Лёлина.

## История
Возникла Олевка на большом Московско-Симбирском тракте. В октябре 1833 года в деревне останавливался А. С. Пушкин возвращаясь из поездки в Оренбургскую губернию.
В «Списке населённых мест Симбирской губернии» (1863 г.) Лёлина (Олевка) — владельческая деревня Ардатовского уезда из 25 дворов (235 чел). В Олевке находилась почтовая станция.
Согласно «Списку населённых мест Симбирской губернии» за 1884 год в Олевке на тот момент было 45 дворов и проживало 255 человек.
В 1913 году Олевка насчитывала 66 дворов и 421 жителя.
В 1930-е был образован колхоз «Красная Заря». Из «Списка населённых пунктов Средне-Волжского края» за 1931 год, известно, что в Олевка состояла из 112 хозяйств, в ней жило 587 человек.
В годы Великой Отечественной войны 94 жителя Олевки погибли на полях сражений с врагом.

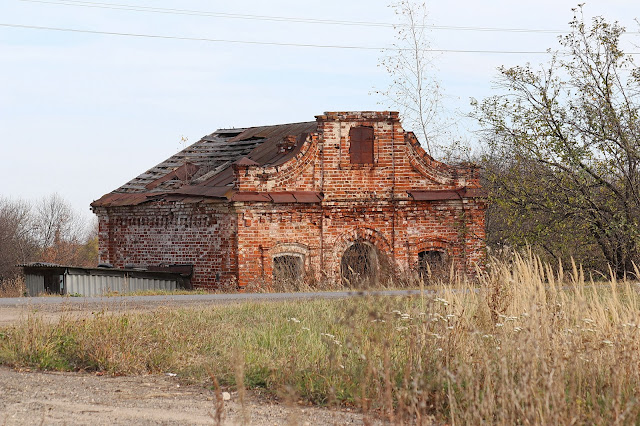
Каменная одноэтажная лавка, построенная в Олевке в 1900 году.

## Население
| 2002 | 2010 |
| ---- | ---- |
| 38   | ↘13  |